# سفارة آيسلندا في النرويج
سفارة آيسلندا في النرويج هي أرفع تمثيل دبلوماسي لدولة آيسلندا لدى النرويج. تقع السفارة في أوسلو وهي تهدف لتعزيز المصالح الآيسلندية في النرويج.

## وصلات خارجية
- الموقع الرسمي
- قائمة سفارات آيسلندا
- قائمة السفارات في النرويج